# Heuerhaus Henstedter Straße 36
Das ehemalige Heuerhaus Henstedter Straße 36 in Syke, Ortsteil Henstedt, im Hachetal wurde 1830 gebaut.
Das Gebäude steht unter Denkmalschutz.

## Geschichte
Henstedt ist ein altes Dorf, das 1211 erstmals genannt wurde.
Das Heuerhaus von 1830 (Inschrift) als ein niedersächsisches Hallenhaus mit früher Lehm- und heute Putzausfachungen, reetgedecktem Krüppelwalmdach, Niedersachsengiebel mit Uhlenloch, diente als Wohn- und Wirtschaftsgebäude den Heuerleuten oder Heuerlingen (auch Hilfskräfte, Landarbeiter). Heuerleute waren oft später geborene Söhne oder Familienangehörige des Bauern, die ihrem ältesten Bruder das Hoferbe überlassen mussten. Sie leisteten Spanndienste für den Bauern. Ihnen gehörte regelmäßig auch ein Stück Pachtland, das vom Heuermann daneben bearbeitet wurde und dessen Ertrag ihm selber zustand.
Das Heuerhaus gleicht einem kleinen Bauernhaus. Im Wirtschaftsteil gab es zumeist keinen Pferdestall, aber Platz für ein bis drei Kühe und für einige Schweine. Der Heurmann hatte zudem oft ein Schlachtrind, einige Schafe und Hühner und vielleicht einen Ochsen.
Das Gebäude wurde zu einem reinen Wohnhaus umgebaut. Bemerkenswert und eher selten ist das spätere Fenster im Giebel.